# 猫尾木
猫尾木（学名：Dolichandrone caudafelina）为紫葳科猫尾木属下的一个种。

## 扩展阅读
- 維基物種上的相關：猫尾木